# Astronom
Astronom in astronomka sta znanstvenik in znanstvenica, ki se največ ukvarjata z astronomijo. Astronomi se v veliki meri ukvarjajo tudi z astrofiziko in kozmologijo. Opazujejo astronomska telesa, kot so: zvezde, planeti, lune, kometi in galaksije – bodisi v opazovalni (z analizo podatkov) bodisi v teoretični astronomiji. Zgledi tem ali področij, ki jih astronomi preučujejo, so: planetologija, solarna astronomija, izvor ali razvoj zvezd ali nastanek in evolucija galaksi. Povezana, a ločena tema je fizikalna kozmologija, ki proučuje Vesolje kot celoto.